# Corps Transrhenania München

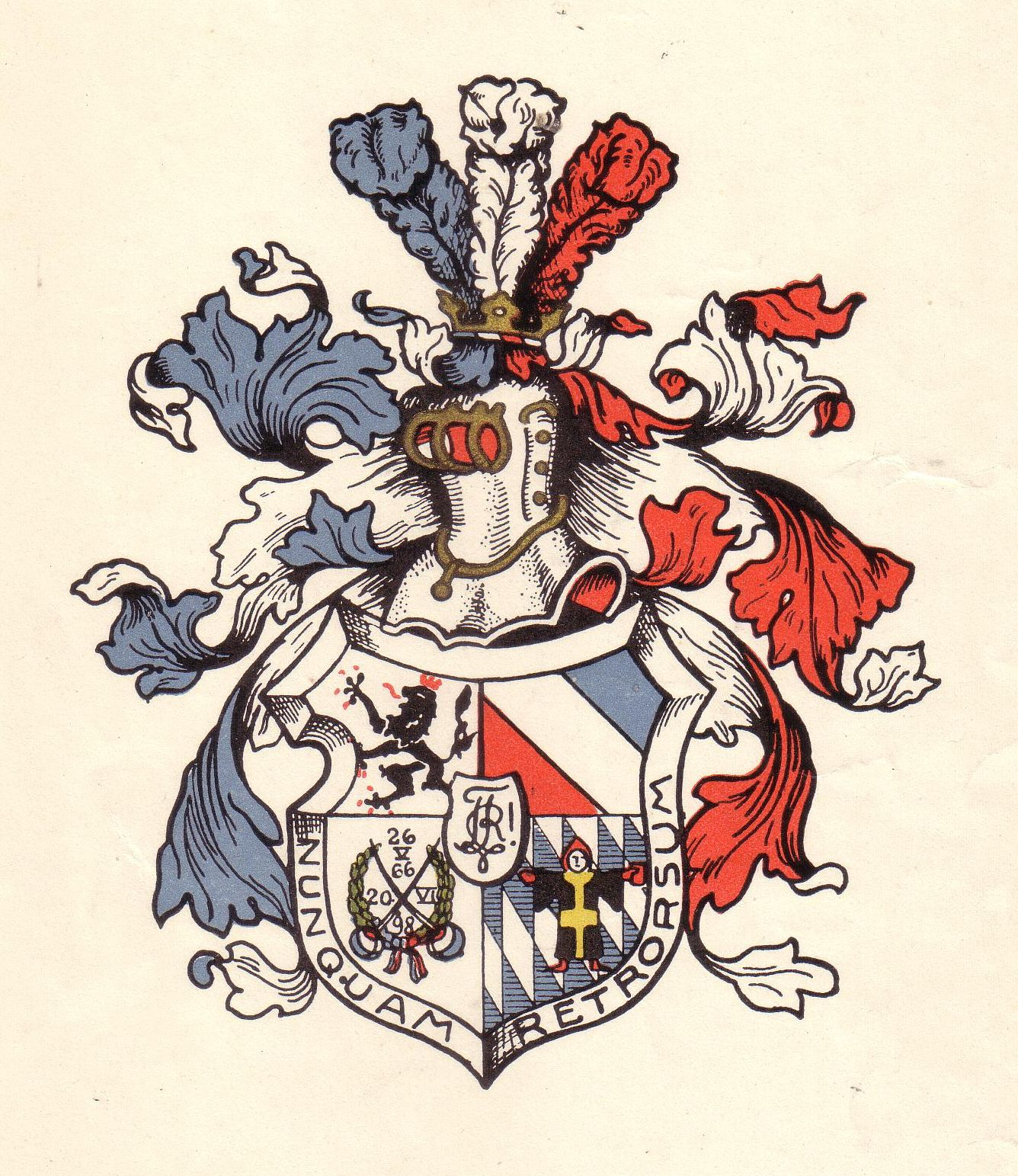
Wappen (1898)

Das Corps Transrhenania ist eine farbentragende und pflichtschlagende Studentenverbindung in München. Seit 1898 ist sie im Münchner Senioren-Convent und damit im Kösener SC-Verband.

## Geschichte
Als die Pfalz (Bayern) 50 Jahre zum Königreich Bayern gehörte, beschlossen die pfälzischen Studenten in München auf einem Kommers im Hirschbräukeller den Zusammenschluss.

### Fröhlich Pfalz
Am 26. Mai 1866, gut einen Monat vor der Schlacht bei Königgrätz wurde die „Fröhlich Pfalz“ gegründet. Sie war eine Vereinigung von Studenten und Offizieren aus der bayerischen Pfalz, also keine reine Studentenverbindung. Voraussetzung für die Aufnahme waren Schulabschluss und Studium, eine abgeschlossene akademische Ausbildung oder Offizierslaufbahn. Die 20 ordentlichen Mitglieder waren Studenten der Ludwig-Maximilians-Universität, die 5 außerordentlichen von anderen Anstalten wie der Veterinär- oder Kriegsschule (nicht vom Polytechnikum). Vereinslokale waren der Gabelsberger Hof, die Löwengrube, ein Lokal im Hebammengaß´l und der Wittelsbacher Garten. Das Bundeslied war (auch noch bei Transrhenania) „Dort wo der alte Rhein mit seinen Wellen“.
Der Bund stand zur Satisfaktion und verlor 1867 den cand. iur. Hanno Nehb im Duell. Katholische Theologiestudenten und andere Mitglieder traten aus. Am Satisfaktionsprinzip scheiterte auch ein Zusammenschluss mit anderen studentischen Vereinen („Apollo“, „Alania“, „Neuburger Verein“, „Pharmazeutenverein“); als es trotzdem im Wintersemester 1867/68 festgeschrieben wurde, spaltete sich der Bund.

### Schwarze Verbindung

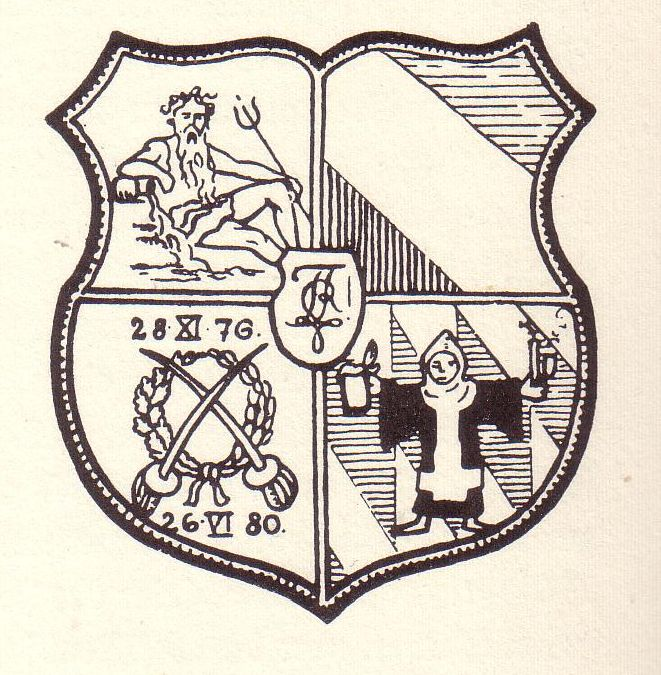
Erstes Wappen mit „Vater Rhein“ und Münchner Kindl (1880)

Vier ausgetretene Fröhlich-Pfälzer, neun Pfälzer (darunter Eugen Benzino) und ein erster Nichtpfälzer gründeten am 28. November 1876 die schwarze Verbindung, die sich am 17. Dezember 1876 den Namen Transrhenania gab. Der Name bezog sich auf das jenseits des Rheins gelegene Heimatgebiet. Als Farben wurden am 11. Februar 1877 die alten kurpfälzischen Farben blau-weiß-rot gewählt. Der Wahlspruch war Nunquam retrorsum! Der Bund stand zur unbedingten Satisfaktion. „Ihrer guten Elemente beraubt“, löste sich die Fröhlich Pfalz noch im Wintersemester 1876/77 auf. Die Mehrzahl ihrer Alten Herren erklärte sich für Transrhenania.
Im universitären Senioren-Convent, im polytechnischen SC und bei den Burschenschaften war Waffenschutz bald immer schwerer zu finden. Deshalb beschloss Transrhenania Weihnachten 1877, auf eigene Waffen (Säbel und Korbschläger) zu fechten. Ein Paukverhältnis unterhielt der Bund nicht. In steigendem Ansehen, leitete Transrhenania sowohl an der LMU als auch am Polytechnikum Veranstaltungen des allgemeinen Studentenausschusses.
Als der Bund öffentlich getragene Couleur nicht mehr als „eitle Äußerlichkeit“ betrachtete, beschloss er am 12. Juni 1880 ihre Einführung zum 700-jährigen Jubiläum der Wittelsbacher. Damit ging Transrhenania sowohl in der Waffenfrage als auch in der Farbenfrage allen Münchener Studentenverbindungen voran, die nicht Corps oder Burschenschaften waren.

### Münchner Verbindungsconvent
Die Einführung der Bestimmungsmensur machte ein Paukverhältnis nötig. Es wurde im Verein Norddeutscher Studenten gefunden, der sich seit 1879 Brunsviga nannte. Die beiden Bünder gründeten im Januar 1881 den Münchner Verbindungsconvent (M.V.C.), zu dem die Verbindungen Ratisbonia und Alania stießen. Mit dem Deputierten-Convent der Burschenschaften wurde gebrochen. Als das Corps Brunsviga München entstand, löste sich der M.V.C. auf. Mit Ratisbonia, der aus dem Akademischen Pharmazeutenverein „Pharmacia“ hervorgegangenen freischlagenden Teutonia und dem Akademischen Turnverein „Munichia“ wurde der M.V.C. 1884 neu aufgelegt. Als Ratisbonia im Dezember 1890 zum Landsmannschafter Convent übertrat, löste sich der M.V.C. wieder auf.
Die Kartelle mit Grimensia Leipzig und Germania Marburg wurden 1884 mit PP-Suiten von jeweils 14 Paaren beendet.

### Landsmannschaft
Auf der Suche nach einer festen Verankerung im Münchener Waffenstudententum lehnte Transrhenania das Angebot ab, zum Allgemeinen deutschen Turn-Verband (ATV) überzutreten. Unterstützt von Ratisbonia und Teutonia stellte Transrhenania beim Coburger Landsmannschafter Convent (CLC) den Aufnahmeantrag. Am 18. Juli 1891 admittiert, wurde sie am 16. Juli 1892 in den CLC recipiert. Als 1897 heilloser Streit dem Verband zusetzte, verließen erst die drei anderen Münchener Landsmannschaften, dann auch Transrhenania den CLC.

### Corps
1898 wurden mehrere Landsmannschaften Kösener Corps: Visigothia Rostock, Makaria Würzburg, Neoborussia Halle, Budissa und (wieder) Littuania. Als Ratisbonia im Januar 1898 dem Münchner SC beigetreten war, überwand auch Transrhenania landsmannschaftliche Ressentiments gegen die Corps und beantragte mit 23 gegen 5 Stimmen die Aufnahme in den universitären SC. Sie sollte ein Semester renoncieren und jedem Aktiven zwei Receptionspartien abverlangen. Jeder Inaktive und jeder Alte Herr konnte das Corpsband durch eine genügende Partie erwerben. Da das nicht jedem möglich war, mussten 100 Transrhenanen auf ihr Band verzichten. Die nach den Kösener Statuten im Einzelfall mögliche Bandverleihung wurde auf Betreiben des Münchener SC und des Corpsphilisterverbandes nicht entschieden. Allen philistrierten Transrhenanen wurden deshalb Corpsschleifenträger. Der beim Kösener Congress 1900 erneut gestellte Antrag erwies sich (wie der von Budissa) als aussichtslos, obwohl der Münchner SC umschwenkte. Nachdem der 1902 für nur 25 Corpsbrüder gestellte Antrag gefallen war, wurde er 1903 wieder gestellt – und mit nur einer fehlenden Stimme abgelehnt. 1904 wurde die Bandverleihung an die drei Philisterchargierten genehmigt.

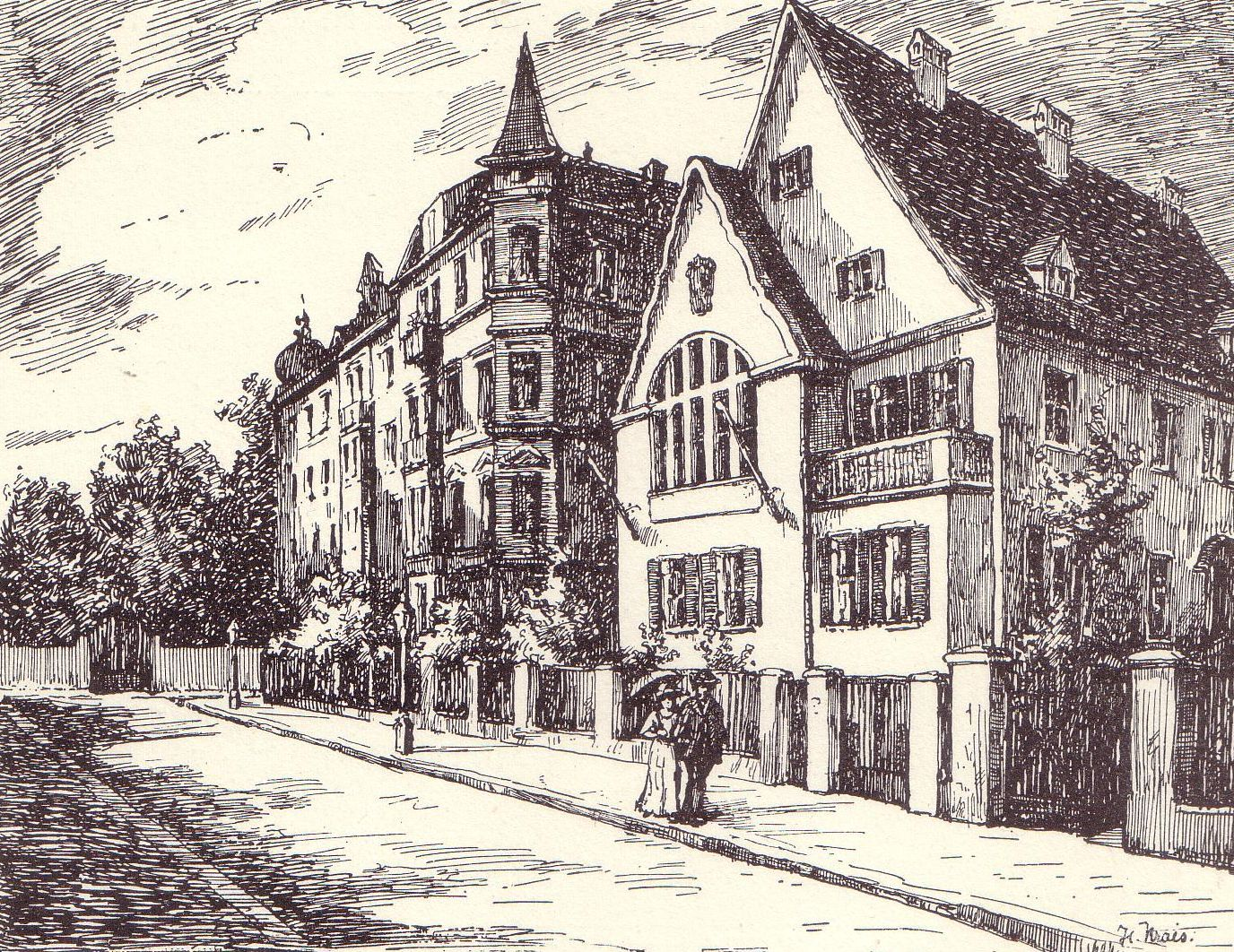
Corpshaus in München, Giselastr. 24 (1910)

1911 unterstützte der Münchener Corpsphilisterverband die Bandverleihung an die Alten Herren des Aschaffenburger Senioren-Convents, nicht aber Transrhenanias schicksalhaftes Anliegen. Der Bau des Corpshauses überdeckte die Auseinandersetzungen. Die Erschütterungen des Ersten Weltkrieges führten zu gelassener Einsicht unter den Münchener Corpsstudenten, die die Bandverleihungen bei Transrhenania, Ratisbonia und Budissa schließlich befürworteten. Der Kösener Congress vom 6. bis 9. Juni 1920 genehmigte die Anträge und beendete die 20-jährigen Zwistigkeiten. Der durchschnittliche Bestand waren 18 Aktive.
Wegen Nachwuchsmangels suspendierte Transrhenania am 10. November 1935. Von 1938 bis 1945 unterstützten die Altherrenschaften der Corps Transrhenania und Ratisbonia die SC-Kameradschaft „Theodor von der Pfordten“ mit Sitz auf dem Transrhenanenhaus, die sich ganz in die Tradition der Corps stellte und ab Wintersemester 1940/41 einen weitgehend normalen Corpsbetrieb ohne Rücksicht auf die Dienstpläne des NSDStB führte. Mensuren wurden jedoch nicht gefochten. Die Kameradschaft löste sich 1945 auf. Am 9. Oktober 1949 gelang die Rekonstitution des Corps. Seit dem Zweiten Weltkrieg engagierten sich Transrhenanen in vier VAC-Vorständen: H. Neupert (Bonn), H.-H. Kocks (Trier), H. Köhnlein (München) und R. Mohr (Halle-Salzmarkt).
2016 erwarb das Corps die Villa Bavariaring 47 und ließ es für die Zwecke des Corps umbauen. Das Anwesen im Stil des Neurokoko wurde 1906 von Robert Fiechter für den Internisten Friedrich von Müller errichtet.

## Externe Beziehungen
1921 wurde ein Vorstellungsverhältnis mit Guestphalia Würzburg abgeschlossen, das zwei Jahre später in ein befreundetes umgewandelt wurde. Transrhenania gehört seit 1951 zum Magdeburger Kreis und ist befreundet mit den Corps
- Budissa (1951)
- Makaria-Guestphalia (1951)
- Normannia-Halle (1951)
- Teutonia-Hercynia (1951)
- Vandalia-Teutonia (1951)
- Neoborussia Berlin (1958)
- Ratisbonia (susp.) (1969)
- Guestphalia Erlangen (1975)

## Mitglieder
In alphabetischer Reihenfolge
- Eugen von Benzino (1856–1915), General der Infanterie
- Friedrich Bloch (1890–1942), Bergingenieur, umgekommen in Auschwitz
- Wilhelm Brückner (1884–1954), SA-Obergruppenführer und Chefadjutant von Adolf Hitler
- Eugen Croissant (1898–1976), Maler und Karikaturist
- Reinhard Dannheim (1936–2021), Ophtalmologe
- Rudolf Emmerich (1852–1914), Hygieniker
- Wolf Dieter Englert (* 1942), Entomologe
- Emil Fränger (1856–1941), Bürgermeister und Ehrenbürger von Erlangen
- Christoph Göbel (* 1974), Landrat des Landkreises München
- Walter Hasselkus (* 1942), Vorstandsvorsitzender BMW Rover
- Karl Héraucourt (1860–1942), Sanitätsoffizier der Preußischen Armee
- Will Héraucourt (1895–1974), Anglist, Hochschullehrer in Königsberg und Marburg
- Hans Joachim Kißling (1912–1985), Turkologe
- Bernhard Klaus (1913–2008), Theologe, Professor für Praktische Theologie in Erlangen
- Hans-Hermann Kocks (* 1945), von 1978 bis 2008 Hauptgeschäftsführer der Handwerkskammer Trier
- Alfred Köhler (1883–1945), Senatspräsident am Volksgerichtshof, Präsident des Oberlandesgerichts Stettin
- Robert Kölsch (1849–1926), Generalarzt
- Ludwig Kohl-Larsen (1884–1969), Ethnologe
- Richard Korherr (1903–1989), SS-Statistiker (siehe Korherr-Bericht) und Nationalökonom
- Friedrich Helmut Lepp (1913–1996), Professor für Zahnmedizin
- Rudolf Maison (1854–1904), Bildhauer
- Herbert Neupert (1911–2002), Ministerialbeamter, VAC-Funktionär
- Oswald Petersen (1903–1992), Porträtmaler
- Hans Plesch (1905–1985), SS-Offizier, Polizeipräsident von München, Ritterkreuzträger
- Olaf Reidt (* 1964), Fachanwalt für Verwaltungsrecht
- Franz Rogg (1886–1966), Dermatologe, Sanitätsoffizier in drei Marinen
- Hermann Sabath (1888–1968), Ministerialbeamter
- Karl Schörlin (1882–1955), Reichsgerichtsrat
- Friedrich Schreck (1878–1946), Oberamtmann in Bogen und Neu-Ulm
- Josef Simon (1868–1945), Pflanzenphysiologe
- Eberhard Struck (* 1937), Herzchirurg
- Reinhard Vetter (* 1940), Datenschützer
- Friedrich Weber (1892–1974), Ritterkreuzträger
- Hanns Weidinger (1899–1977), Generalingenieur der Luftwaffe
- Arthur von Weinberg (1860–1943), Industrieller und Mäzen